# Aziza Jalal
Aziza Jalal (tiếng Ả Rập: عزيزة جلال, Aziza Jalal; sinh ngày 15 tháng 12 năm 1958)  là một cựu ca sĩ nhạc Ả Rập người Ả Rập - Maroc.

## Sự nghiệp
Aziza Jalal là một ca sĩ Ả Rập mang tính biểu tượng đến từ Maroc, cô hiện đang sống ở Ả Rập Saudi và mang quốc tịch Saudi.
Trong sự nghiệp ca hát kéo dài từ 1975-1985, Aziza Jalal trở thành ca sĩ nhạc cổ điển nổi tiếng khắp thế giới Ả Rập trước khi quyết định từ bỏ bối cảnh nghệ thuật để có một cuộc sống đạo đức với một người chồng Ả Rập. Cô được biết đến là ca sĩ yêu thích của Vua Hassan II của Maroc, và thường xuất hiện trên truyền hình Maroc và trong các dịp lễ nhà nước hát các tài liệu dân tộc, Ả Rập và Hồi giáo.

## Nghỉ hưu
Năm 1985, Aziza Jalal chọn rời khỏi sân khấu. Aziza Jalal kết hôn với một doanh nhân người Ả Rập, người cho cô quyền quyết định liệu cô có muốn nghỉ hưu hay không. Cô không nghĩ nhiều về nó và quyết định rời đi. Cô tuyên bố rằng đó không phải là một quyết định mà cô hối hận.

## Danh sách đĩa hát

### Album phòng thu
| Bài hát                                    | Tiếng Việt               |
| ------------------------------------------ | ------------------------ |
| Halakti Ayouni Hna W Hnak                  | حق ي                     |
| Ahila Al Maghreb                           | عاهل المغرب              |
| Batala Al Qodss                            | Ấn Độ                    |
| Ya Laylo Hoàng                             | ياليـل ول                |
| Al Aido Ada                                | Tiếng Anh                |
| Annouro Mawsolo                            | Tiếng Việt               |
| Yorani Liarchika                           | Trò chơi điện tử         |
| Min Koli Dakit Alb                         | Làm thế nào để làm gì đó |
| Sayidi Ya Sid Sadati                       | سيدي ياسيد               |
| Công tước Follah                           | غزيل فله                 |
| Ya Shoue                                   | ياوق هني هوى الشوق       |
| Ella Aweel Matkabilna                      | إاا م                    |
| Howa El Hobi Liaba                         | Trò chơi điện tử         |
| Waltakayna                                 | Yêu cầu                  |
| Zayi Manta                                 | زي مانت                  |
| Minak Wi Eleek                             | Trước đây                |
| Mestaniyak                                 | مستنياك                  |
| Min Haak Tiatibni                          | من تع                    |
| Haramti El Hob                             | رمت الب عليه             |
| Rouhi Feek                                 | Hình ảnh                 |
| Azzamzamiya                                | قصيدة الزمزمية           |
| Mawlay                                     | Làm thế nào              |
| Ghali Ya Hassan                            | Đó là                    |
| Quốc tế Omri                               | إتت                      |
| Arouh Limin                                | أروح لمين                |
| Al Atlal                                   | Tiếng Anh                |
| Layali El Onss                             | ليالي الأنس              |
| Youmi El Massira                           | من يِنسى يوم              |
| Bài hát chính thức của Pan Arab Games 1985 | 1985 إف                  |
| Người đàn ông Ana                          | GIỚI THIỆU               |